# Zábělčice
Zábělčice ist ein erloschenes Dorf auf dem Gebiet der Stadt Golčův Jeníkov in Tschechien. Es wurde während des Dreißigjährigen Krieges zerstört und verschmolz danach mit Golčův Jeníkov.

## Lage
Zábělčice befand sich rechtsseitig des Baches Váhanka bzw. Vohančický potok an der Stelle des heutigen Schlossareals von Golčův Jeníkov. 

## Geschichte
Das am Haberner Landessteig, einem bedeutsamen Handelsweg von Böhmen nach Mähren gelegene Dorf Zábělčice gehörte ursprünglich zu den Gütern des Benediktinerklosters Wilmzell und gelangte nach den Hussitenkriegen an die Herren Trčka von Lípa. 1552 verkaufte Burian Trčka von Lípa auf Lipnice das Dorf Zábilčice mit der Feste sowie die Dörfer Rybníček, Leškovice, Košťany, Vohančice und Frýdnava für 1067 und ½ Schock Böhmische Groschen an Marianne Robenhaupt von Soutice (Mariana Robmhápová ze Soutic), die daraus das Gut Zábilčice bildete. 1559 wurde der Kauf in der Landtafel eingetragen. Marianne Robenhaupt ließ in Zábilčice einen Meierhof und eine Brauerei errichten. 1566 verkaufte sie das Gut Zabielczycze mit den sechs Dörfern für 2600 Schock Böhmische Groschen an Jiří Mnětický von Mnětice. 1580 erwarb Wenzel Robenhaupt von Sucha auf Seč das Gut Zábělčice mit den Dörfern Zábělčice, Rybníček, Košťany, Vohančice, Frýdnava und Leškovice erblich von König Rudolf II. Er kaufte im selben Jahr von Albrecht Slavata von Chlum und Koschumberg noch das Städtchen Jeníkov hinzu und vereinigte beide Güter zur Herrschaft Jeníkov. Herrschaftssitz war die Feste Zábělčice.
Während des Dreißigjährigen Krieges litt Zábělčice durch seine Lage am Haberner Landessteig unter Truppendurchzügen, Verwüstungen und Plünderungen. 1618 zogen die Truppen des Generals Bucquoy auf dem Weg von Deutschbrod nach Čáslav durch den Ort und lagerten bei Bratčice; Zábělčice und das gegenüberliegende Städtchen Jeníkov wurden dabei gebrandschatzt. Nach der Schlacht am Weißen Berg wurden die Güter der Herren von Říčan konfisziert. Die auch als Staré opatství bezeichnete Feste Zábělčice war noch in den Jahren 1622–1624 bewohnt. Von 1632 bis 1636 besaß Jan Rudolf Trčka von Lípa die Herrschaft Jeníkov. Nach der Konfiszierung dessen Besitzes erhielt der Generalfeldzeugmeister Martin Maximilian von der Goltz für seine Verdienste die Herrschaft Jeníkov mit den zugehörigen 15 Dörfern als kaiserliches Geschenk. Die Feste Zábělčice wurde wahrscheinlich nach der Konfiszierung aufgegeben und dem Verfall überlassen. Von der Goltz überschrieb die Herrschaft 1638 seiner Frau Maria Magdalena, geb. Opsinnig genannt Roë. 1639 verwüsteten die Schweden unter General Banér Zábělčice und Jeníkov. Von der Goltz ließ das Städtchen Jeníkov wieder aufbauen, wobei Zábělčice mit diesem verschmolz und zum südlichen Teil von Jeníkov wurde.
Zwischen 1650 und 1653 ließ von der Goltz neben der wüsten Feste Staré opatství eine neue Turmfeste erbauen. Die Ruinen der damals als Altes Schloss bezeichneten Feste Zábělčice wurden in den Jahren 1834–1836 für die Errichtung einer neuen Brauerei abgebrochen.